# 任天堂ゲームセミナー
任天堂ゲームセミナー（にんてんどうゲームセミナー）は、任天堂が2003年から2014年まで実施していた、学生を対象としたコンピュータゲームのセミナー。

## 概要
1990年から1992年までの期間、任天堂は電通と提携し「任天堂・電通ゲームセミナー」を3期にわたり開催していた。任天堂ゲームセミナーは新たに任天堂が単独で実施している。
本セミナーは大学生・大学院生・専門学校生を対象とし、任天堂の東京事務所で実施された（加えて、2013年度は大阪支店、2014年度は京都本社でも開催された）。受講料は無料だが、事前に行われる筆記試験と面接試験に合格する必要がある。受講期間は年度により異なるが、およそ7か月から10か月。開講から1か月程の期間で週1回の講義を行った後に各受講生がゲーム制作の企画を発表、その後、チーム分けされた受講生たちがそれぞれディレクター、プログラマー、デザイナー、サウンドコンポーザーの担当に就いて共同開発を実施、12月の中間発表会を経て年度末の3月までに1つの作品を完成させる。完成した作品は、2005年度以降、後述のように一般ユーザーへ向けて無料配信が行われた。
2014年度のセミナーでは、全体の形式は前年度までと大差ないものの、インターンシップ制を導入し、交通費が支給された。
2015年からは、後継の取り組みとなる「任天堂 インターンシップ」を開始。長期間をかけて集団で1つの作品を作るというそれまでの方針から転換し、募集した職種ごとに数日のインターンシップを行っている。

## 沿革
- 2003年 - 「任天堂ゲームセミナー2003」を実施。以降2010年まで毎年開催。
- 2006年 - 「任天堂ゲームセミナー2005」で開発された作品を配信。以降、前年度の作品を配信するサービスを毎年実施。
- 2011年・2012年 - 開催見送り[9][10]。
- 2013年 - 「任天堂ゲームセミナー2013」を実施。
- 2014年 - 「任天堂ゲームセミナー2014」を実施。インターンシップ制を導入。
- 2015年 - 「任天堂 インターンシップ 2015」を実施。

## 開発作品
2003年度と2004年度の作品はゲームボーイアドバンス（以下GBA）用ソフト、2005年度から2010年度までの作品はニンテンドーDS（以下DS）用ソフト、2013年度と2014年度の作品はWii U用ソフトとして開発が行われた。GBA用ソフトの内容は公表されていない。
DS用ソフトは、ゲーム販売店等に設置された「DSステーション」「ニンテンドーゾーン」やWiiを用いたソフト配信サービス「みんなのニンテンドーチャンネル」にて期間限定での配信が行われた。一方、Wii U用ソフトは任天堂が運営するECサイト「ニンテンドーeショップ」で配信が行われた。ソフトのダウンロードはいずれも無料。

### 2005年度
ネコソギトルネード
ジャンル：シューティング、配信期間：2006年4月13日〜4月26日
地上にある様々な物をタッチ操作で掴み、上方から現れる敵に投げつけて攻撃する。操作キャラクターの手を振り回すことで特殊技「ネコソギトルネード」が発動し、周囲の物を一度に発射することができる。
なお、このゲームを開発したメンバーのうちの2人は、2015年に合同会社リビルドゲームスを設立している。
くるけし！
ジャンル：パズル、配信期間：2006年4月27日〜5月10日
画面上には様々な色の棒により多数の正三角形が形成されている。この正三角形をタッチして回転させ3辺の色を揃えると消滅し、3つの頂点にある星の色が変化する。この星の色を対戦相手よりも多く自分の色にすることを目指す。
bioum（ビオウム）
ジャンル：育成シミュレーション、配信期間：2006年5月11日〜5月24日
DS本体のタッチパネルに描いた絵が「ビオ」という生物になる。このビオの繁殖や新たな生成を続けながらビオトープを構成していく。
チーとフーのおいしいえほん
ジャンル：絵本アドベンチャー、配信期間：2006年5月25日〜6月7日
2匹のネズミ「チー」と「フー」がパンケーキを作るための材料探しに奔走する物語。DS本体を縦に持って操作する。タッチパネルに表示される様々な物をタッチ操作で動かすことで物語が展開する。

### 2006年度
あっというまに？えかきうた
ジャンル：絵かき歌あそび、配信期間：2007年3月8日〜3月21日
地球を訪れた宇宙人と絵描き歌を用いて交流する。DS本体の上画面に表示される絵描き歌の歌詞とヒントの絵を頼りに下画面のタッチパネルに絵を描く。
くるくるトンズラン
ジャンル：アクション、配信期間：2007年3月22日〜4月4日
ネコの「ポタージュ」が巨大な鉄球を振り回しネズミの敵を倒していくアクションゲーム。鉄球をタッチして円状にスライドすることで回転させることができる。
ウージャイのてがきちょう
ジャンル：お絵かき育成ゲーム、配信期間：2007年4月5日〜4月18日
スケジュール帳形式のソフト。タッチパネルで絵や文字を書き込むごとに不思議な生物「ウージャイ」が生まれる。
花男と花女
ジャンル：音声入力アドベンチャー、配信期間：2007年4月19日〜5月2日
「花男」と「花女」によるラブストーリー。男女2人でのプレイが推奨され、ゲーム冒頭などでDS本体のマイクを用いて声を入力する場面がある。

### 2007年度
本年度から2010年度までの作品は「みんなのニンテンドーチャンネル」でも配信が行われた。
なんでももここやさん
ジャンル：ものづくりアドベンチャー、配信期間：[DSステーション] 2008年3月13日〜3月26日
魔女の「ラカカラカ」とおばけの「ブブー」が、訪れた町の住人の悩みをものづくりによって解決する。タッチパネル上の操作でブブーの体を変形させ、ラカカラカがその体に着色を行う。
ワケアリ部屋のつづき
ジャンル：わけありアドベンチャー、配信期間：[DSステーション] 2008年3月27日〜4月9日
新居に越した主人公の夢に現れる女の謎を追うべく部屋の中を探索するホラーアドベンチャーゲーム。DS本体を縦に持って操作する。タッチパネル画面に表示される物に対してタッチやスライド操作を行いアイテムを取得・使用する。
ききマスター
ジャンル：会話アクションゲーム、配信期間：[DSステーション] 2008年4月10日〜4月23日
主人公が人の話を訊くスペシャリスト「ききマスター」となり人々の悩みを解決する。会話中に表示されるふきだしをタッチする（相槌を打つ）ことで相手のテンションが上下し、ふきだしを相手にスライドする（ツッコミを入れる）ことで話の流れが変化する。
ワタシのオトちゃばこ
ジャンル：触感おとあそび、配信期間：[DSステーション] 2008年4月24日〜5月7日
DS本体のマイクで吹き込んだ音から生まれる球体の生物「もや球」をタッチ操作で弄ることによる音の変化を体験するソフト。もや球に対して行った特定の操作は「そうさずかん」や「みつけたあそび」の項目に登録される。

### 2008年度
ふ〜ふ〜きらりん☆
ジャンル：吹き上げアクション、配信期間：[DSステーション] 2009年3月12日〜3月25日
悪い雲によって夜空を追い出された星たちを助けるため、プレイヤーがDS本体のマイクに息を吹きかけて風を起こし再び空へ帰すことを目指す。縦スクロールシューティングゲームの形式で星たちが弾の役割を果たし、方向を定めて吹き飛ばすことで敵を攻撃する。
Re:コエティスト
ジャンル：ぶっとびセリフアクター、配信期間：[DSステーション] 2009年3月26日〜4月8日
声のアーティスト「コエティスト」となり、DS本体のマイクを用いてヒーロー番組や恋愛ドラマなど様々な作品で声をあてる。録音された台詞は、別作品の全く異なる状況で用いられることがある。
うごうごトリニティ
ジャンル：新感覚カラダアクション、配信期間：[DSステーション] 2009年4月9日〜4月22日
DS本体の前で手を叩き空飛ぶ蚊を落とす「パッチンハンティング」、画面上に次々と文字で示される指令通りに体を動かし最終的な姿勢を答える「忍ぽうじんぐ」、DS本体を手で扇ぎ焼き鳥を適切な焼き加減で客に提供する「あおぎ屋きとり」の3種類の体感ゲームを収録。
かおサピエンス
ジャンル：顔いじりゲーム、配信期間：[DSステーション] 2009年4月23日〜5月6日
人間の顔のような生物「かおサピ」の形、パーツ、色を自由に変更し写真に収めるソフト。DS本体のワイヤレス通信機能を用いて、同じソフトをプレイしている他のユーザーのかおサピを見ることができる。

### 2009年度
本年度と2010年度の作品は「ニンテンドーゾーン」でも配信された。
DrawDrawPenner（どろどろぺにゃー）
ジャンル：描くだけシューティング
配信期間：[みんなのニンテンドーチャンネル] 2010年3月10日〜3月23日、[DSステーション] 2010年3月11日〜3月24日、[ニンテンドーゾーン] 2010年3月12日〜3月25日
絵本の妖精「ぺにゃー」とインクの妖精「どろー」が絵本の世界を汚す敵に立ち向かう固定画面シューティングゲーム。DS本体のタッチパネルで描いた線がそのまま敵に向かって飛んでいく。描き方により線の太さや飛行する軌道が変化する。
どうも、DSです
ジャンル：あいつとコミュニケーション
配信期間：[みんなのニンテンドーチャンネル] 2010年3月24日〜4月6日、[DSステーション] 2010年3月25日〜4月7日、[ニンテンドーゾーン] 2010年3月26日〜4月8日
人間と遊ぶために人格を宿したDS本体と、限られた3日間の中で会話やミニゲームなどを通じて親睦を深める。DSは合成音声を用いて喋る。
ototo（オトト）
ジャンル：リズムアドリブゲーム
配信期間：[みんなのニンテンドーチャンネル] 2010年4月7日〜4月20日、[DSステーション] 2010年4月8日〜4月21日、[ニンテンドーゾーン] 2010年4月9日〜4月22日
海の生き物たちと曲の演奏を行う音楽ゲーム。タッチやスライドの操作によって音を鳴らす。曲の前半は相手に続いて演奏するが、後半では逆にプレイヤーが主導し、様々な技を駆使してアドリブ演奏を行うことになる。
てんつなぎ
ジャンル：つなぐアクションパズル
配信期間：[みんなのニンテンドーチャンネル] 2010年4月21日〜5月5日、[DSステーション] 2010年4月22日〜5月5日、[ニンテンドーゾーン] 2010年4月23日〜5月6日
フィールド上で群れを成すインク生まれの生物「テンくん」を指定された順に線で結びゴールへ導く。テンくんは体の色ごとに動きが異なる。テンくんを2つに分割して生まれる「プチテンくん」は、色の違う2体同士で合成すると別色のテンくんになる。

### 2010年度
みんなのニンテンドーチャンネルでは2011年6月8日から6月21日、DSステーションでは2011年6月9日〜6月22日、ニンテンドーゾーンでは2011年6月10日〜6月23日の期間に4作品が一括で配信された。
プラネタリア
ジャンル：引力アクション
配信期間：[みんなのニンテンドーチャンネル] 2011年4月13日〜4月26日、[DSステーション] 2011年4月14日〜4月27日、[ニンテンドーゾーン] 2011年4月15日〜4月27日
宇宙空間を飛ぶ彗星を引力で導き、その彗星の力を用いて、光を失った数々の惑星の再生を行う。タッチパネルにタッチした場所に引力が発生し彗星の軌道を変えることができる。
The TENTAI-Show（ザ テンタイショー）
ジャンル：点対称シューティング
配信期間：[みんなのニンテンドーチャンネル] 2011年4月27日〜5月10日、[DSステーション] 2011年4月28日〜5月11日、[ニンテンドーゾーン] 2011年4月28日〜5月12日
迫り来る隕石群から惑星を守るため、隕石を吸収するブラックホールと放出するホワイトホールを操作する。この2つはDSの上画面と下画面にそれぞれあり、2画面を合わせた中央部分を基点として点対称の状態を保ちながら連動する。2つの位置を入れ替えることも可能。
Pull Pull Pullpy（プルプルプルピィー）
ジャンル：ひっぱりタッチアクション
配信期間：[みんなのニンテンドーチャンネル] 2011年5月11日〜5月24日、[DSステーション] 2011年5月12日〜5月25日、[ニンテンドーゾーン] 2011年5月13日〜5月26日
雲の国から落ちてしまったゼリー状の生き物「プルピィー」が家に帰るため空へ向けて冒険するアクションゲーム。DS本体を縦に持って操作する。プルピィーをタッチ後にスライドすると体が伸び、別の地形に吸着させることができる。
FloWooooT（フロウート）
ジャンル：流れアクション
配信期間：[みんなのニンテンドーチャンネル] 2011年5月25日〜6月7日、[DSステーション] 2011年5月26日〜6月8日、[ニンテンドーゾーン] 2011年5月27日〜6月9日
水中の様子が描かれたタッチパネルをスライドして水流を作りクラゲの集団をゴールまで導く。クラゲは敵に当たるとやられてしまう。ゴール時に残っていたクラゲの数が各ステージのスコアとなる。

### 2013年度
以下の4作品が1つにまとめられ、『任天堂ゲームセミナー2013 受講生作品』というオムニバス形式のWii U用ソフトとして2014年6月19日より「ニンテンドーeショップ」で配信された。
ポッポハンター
ジャンル：ハトとりアクション、プレイ人数：1人
ハトの「ポポ田」の嫁候補を探すべく、プレイヤーが公園に集まるハトの周囲に餌を撒き、画面外にいるプレイヤーのもとへハトを導いて捕獲する。
Wiiリモコン2本（あるいはWiiリモコンとヌンチャク）を両手に持ち、足元にWii U GamePadを置くというスタイルでプレイする。Wiiリモコンでポインティングして餌の配置やハトの捕獲を行い、Wii U GamePadにはプレイヤーに近づいてきたハトが表示される。
必撮！センターヒーローズ
ジャンル：センター争奪アクション、プレイ人数：1 - 5人
画面上に表示されるカメラフレーム内に操作キャラクターを移動させ、フレームの中央で写真を撮られることを競う。中央に近いほど多くのポイントを得られる。
「時間制バトル」モードでは時間内に最も多く得点したプレイヤーが勝利し、「デスマッチバトル」モードではあらかじめ設定された点差がついたプレイヤーが脱落し最後まで残ったプレイヤーが勝利となる。
しまながめ
ジャンル：ながめるゲーム、プレイ人数：1人
雲の妖精「くらうど君」に、舞台となる島にある星を全て集めさせることを目的とする。
くらうど君を直接操作することはできないため、Wii U GamePadのタッチ操作によりフィールド上にアイテムを配置してくらうど君を導くことになる。
戦闘団地
ジャンル：ビルド&ディフェンス、プレイ人数：1人
とある惑星に流れ着いた生存者たちが、昼には住処を作るためのブロックを探し、夜には迫り来る敵の攻撃から建設中のロケットを守るために戦い、最終的に、完成したロケットでの惑星脱出を目指す。
主な操作はWii U GamePadのタッチやスライドで行う。昼間に生存者が見つけたブロックをスライドさせて積み上げ空間を作り、その中に生存者をスライドさせると住処になる。夜は戦闘のみが自動で行われ、生存者たちが個々の能力で応戦する。

### 2014年度
以下の4作品が2015年6月24日よりWii U用の「ニンテンドーeショップ」で配信された。
ドキドキ手紙リレー
ジャンル：手紙まわしアクション、プレイ人数：1人
教室内で授業を受けている生徒が、先生に見つからないように手紙を目的の生徒まで届ける。
生徒は縦3列横4列の計12人が座っている。Wii U GamePadには手紙を持っている生徒の主観視点が表示され、ジャイロ機能で生徒を表示し手紙を渡す。複数の生徒間で高速の手渡しを行う「超マッハ渡し」や手紙を紙飛行機状にして遠くの生徒まで飛ばす手法もある。
ミチコジャンプ！
ジャンル：トビアガールアクション、プレイ人数：1人
少女ミチコが雲などを足場にして大ジャンプを続け、空に輝く一番星の入手を目指す。
ゲーム画面は俯瞰視点で表示され、高度が上がるごとに地上が遠のいていく。Wii U GamePadを傾けてミチコを移動させ、足場でタイミングよくボタンを押してジャンプする。
ジカンサタンサ
ジャンル：時間差アクション、プレイ人数：1人
事前に記憶した軌道の通りに歩くペンギン型ロボット「ペンタ」を導き、ステージ内にある真珠の探査を行う。
Wii U GamePadを傾けることで歩く軌道が記憶されるが、その軌道は画面上に表示されないため、BGMやWii U GamePadの振動リズムなどを頼りにタイミングを計る必要がある。入力終了後にペンタが歩いている時にはプレイヤーは干渉できず、歩く様子を見守ることになる。
アルクラッシュ
ジャンル：てくてくバランスアクション、プレイ人数：1人
空から降ってきた星の力により蘇った恐竜の化石「アルバート」が、横視点で描かれた様々なエリアを冒険する。
Wii U GamePadの左スティックで左足を、右スティックで右足を前に出して歩行や走行を行い、両足を同時に出すとジャンプ、Wii U GamePadを傾けることで体のバランスをとる。バランスを崩したり障害物に当たったりなどすると体が崩れてしまう。

## 主なセミナー出身者
- 須戸敏之 - 2003年度卒。任天堂に入社[35]。
- 椎葉大翼 - 卒業年度不明（2003年度または2004年度）。任天堂を経てフリーランスの作曲家として活動[36]。
- 青木征洋 - 2006年度卒。カプコンに入社後独立[37]。
- 朝日温子 - 2006年度卒。任天堂に入社[37]。
- 萩原和樹 - 2006年度卒。作曲家として活動[37]。
- 矢野達也 - 2010年度卒。フリーで活動後コーエーテクモゲームスを経てLOVE ANNEXに所属[38]。
- 溝部拓郎 - 卒業年度不明。ポケットペアを設立し、代表取締役社長に就任[39]。